# Rioxa lucifer
Rioxa lucifer är en tvåvingeart som beskrevs av Erich Martin Hering 1941. Rioxa lucifer ingår i släktet Rioxa och familjen borrflugor. Inga underarter finns listade i Catalogue of Life.